# Биљонци
Биљонци или Билионци (грч. Βυλλιονες) били су илирско племе које је касније било погођено делимичном асимилацијом од стране грчке културе, тј. хеленизацијом.